# Thống đốc Hồng Kông
Thống đốc Hồng Kông là chức vụ thay mặt Quốc vương và chính phủ Vương quốc Liên hiệp Anh và Bắc Ireland thực thi quyền lực tại Hồng Kông (tương đương với chức vụ Toàn quyền) từ 1842 sau khi Vương quốc Liên hiệp Anh và Bắc Ireland đánh chiếm Tân Giới từ tay Nhà Thanh và kết thúc khi chuyển giao Hồng Kông cho Cộng hòa Nhân dân Trung Hoa vào ngày 30/06/1997. Chức vụ này sau đó được đổi thành Đặc khu trưởng Hồng Kông.
Thống đốc cuối cùng của Hồng Kông là Chris Patten.

## Tên gọi
Tên gọi của Thống đốc Hồng Kông trong tiếng Trung giản thể là "香港总督" (phiên âm: Xiānggǎng zǒngdū), ở tiếng Trung phồn thể là "香港總督", trong khi ở tiếng tiếng Anh, nó được gọi là "Governor of Hong Kong".

## Lịch sử
Sau khi đánh chiếm được Tân Giới, Chính phủ Anh Quốc đã cho những chính khách người Anh sang đảm nhiệm chức vụ người đứng đầu lãnh thổ Hồng Kông. Chức vụ này trên lý thuyết chỉ là người thay mặt cho quyền lực của Hoàng đế (khi đó đó là Victoria của Anh) và Chính phủ Anh tại lãnh thổ này tuy nhiên lại là chức vụ có đối trọng quyền lực nhất tại lãnh thổ này. Chỉ có những chính khách Anh Quốc mới được bổ nhiệm vào chức vụ này. Đến tháng 12/1941, Hồng Kông rơi vào tay Đế quốc Nhật Bản. Người Nhật đã thiết lập chức vụ Tổng đốc Hồng Kông. Đến khi Nhật Bản hoàn toàn đầu hàng quân Đồng Minh vào tháng 9/1945, Hồng Kông mới chính thức trở về với Anh Quốc. Chức vụ Thống đốc tiếp tục nắm quyền tại lãnh thổ này cho tới khi Hồng Kông được trao trả cho Cộng hòa Nhân dân Trung Hoa vào năm 1997 và chức vụ này cũng bị xóa bỏ khỏi Hồng Kông, đồng thời nó được thay bởi chức vụ Đặc khu trưởng Hồng Kông.

## Danh sách Thống đốc Hồng Kông

### Thuộc địa Anh (1841–1941)
| Tên                                                     | Chân dung   | Sinh                                                             | Thời gian tại chức                                 | Mất                                                            | Chú thích            |
| ------------------------------------------------------- | ----------- | ---------------------------------------------------------------- | -------------------------------------------------- | -------------------------------------------------------------- | -------------------- |
| Sir Charles Elliot Chính vụ viên                        | không khung | 15 tháng 8 năm 1801 Dresden, Sachsen, Thánh chế La Mã            | 26 tháng 1 năm 1841 - 12 tháng 8 năm 1841          | 9 tháng 9 năm 1875 Exmouth, Devon, Anh, Liên hiệp Anh          | [ 1 ] [ 2 ]          |
| Alexander Robert Johnston Quyền Chính vụ viên           | không khung | 14 tháng 6 năm 1812 Colombo, Ceylon                              | 22 tháng 6 năm 1841 - 1 tháng 2 năm 1842           | 21 tháng 1 năm 1888 Nông trại San Rafael, California, Hoa Kỳ   | [ 2 ] [ 3 ] [ 4 ]    |
| Alexander Robert Johnston Quyền Chính vụ viên           | không khung | 14 tháng 6 năm 1812 Colombo, Ceylon                              | 13 tháng 6 năm 1842 - 2 tháng 12 năm 1843          | 21 tháng 1 năm 1888 Nông trại San Rafael, California, Hoa Kỳ   | [ 2 ] [ 3 ] [ 4 ]    |
| Sir Henry Pottinger                                     | không khung | 3 tháng 10 năm 1789 Núi Pottinger, Ballymacarrett, Ireland       | 12 tháng 8 năm 1841 - 26 tháng 6 năm 1843 Thống sứ | 18 tháng 3 năm 1856 Malta                                      | [ 1 ] [ 5 ]          |
| Sir Henry Pottinger                                     | không khung | 3 tháng 10 năm 1789 Núi Pottinger, Ballymacarrett, Ireland       | 26 tháng 6 năm 1843 - 8 tháng 5 năm 1844           | 18 tháng 3 năm 1856 Malta                                      | [ 6 ] [ 7 ]          |
| Sir John Francis Davis                                  | không khung | 16 tháng 7 năm 1795 Luân Đôn, Anh                                | 8 tháng 5 năm 1844 - 21 tháng 3 năm 1848           | 13 tháng 10 năm 1890 Henbury, Liện Hiệp Anh                    | :47                  |
| Sir George Bonham                                       | không khung | 7 tháng 9 năm 1803 Faversham, Kent, Anh                          | 21 tháng 3 năm 1848 - 13 tháng 4 năm 1854          | 8 tháng 10 năm 1863 Paddington, Luân Đôn, Anh                  | [ 10 ]               |
| Sir John Bowring                                        | không khung | 17 tháng 10 năm 1792 Exciter, Anh                                | 13 tháng 4 năm 1854 - 2 tháng 5 năm 1859           | 23 tháng 11 năm 1872 Claremont, Devon, Anh                     | [ 11 ] [ 12 ]        |
| William Caine Thống đốc Tạm quyền                       | không khung | 17 tháng 3 năm 1799 Maynooth, Ireland                            | 2 tháng 5 - 9 tháng 9 năm 1859                     | 19 tháng 10 năm 1871 Công viên Granville, Blackheath, Anh      | [ 13 ]               |
| Sir Hercules Robinson                                   | không khung | 19 tháng 12 năm 1824 Rosmead. Westmeath, Ireland                 | 9 tháng 9 năm 1859 - 15 tháng 3 năm 1865           | 28 tháng 10 năm 1897 Luân Đôn, Anh                             | [ 14 ] [ 15 ]        |
| William Thomas Mercer Thống đốc Tạm quyền               | không khung | 17 tháng 10 năm 1821 Luân Đôn, Anh                               | 15 tháng 3 năm 1865 - 12 tháng 3 năm 1866          | 23 tháng 5 năm 1879 Không rõ                                   | [ 16 ]               |
| Sir Richard Graves MacDonnell                           | không khung | 3 tháng 9 năm 1814 Dublin, Ireland                               | 12 tháng 3 năm 1866 - 11 tháng 4 năm 1872          | 5 tháng 2 năm 1881 Hyères, Pháp                                | [ 17 ] [ 18 ] [ 19 ] |
| Henry Wase Whitfield Phó Thị trưởng                     | không khung | 1814 Anh                                                         | 11 - 16 tháng 4 năm 1872                           | 30 tháng 3 năm 1877 Dover, Kent,Anh                            | [ 19 ]               |
| Sir Arthur Kennedy                                      | không khung | 5 tháng 4 năm 1809 Hạt Down, Ireland                             | 16 tháng 4 năm 1872 - 1 tháng 3 năm 1877           | 3 tháng 6 năm 1883 Gần Aden, Ấn Độ thuộc Anh                   | [ 20 ] [ 21 ]        |
| John Gardiner Austin Chính vụ viên (Thống đốc Tạm thời) | không khung | 7 tháng 8 năm 1812 Đồn điền Lowland, Demerara, Guyana            | 1 tháng 3 - 23 tháng 4 năm 1877                    | 25 tháng 7 năm 1900 Hove, Đông Sussex, Liên hiệp Anh           | [ 21 ]               |
| Sir John Pope Hennessy                                  | không khung | 8 tháng 8 năm 1834 Hạt Cork, Ireland                             | 20 tháng 4 năm 1877 - 7 tháng 3 năm 1882           | 7 tháng 10 năm 1897 Hạt Cork, Ireland                          | [ 22 ] [ 23 ]        |
| Malcolm Struan Tonnochy Chính vụ viên                   | không khung | 5 tháng 12 năm 1841 Uttar Pradesh, Bengal, Ấn Độ thuộc Anh       | 7 - 28 tháng 3 năm 1882                            | 30 tháng 3 năm 1887 Hồng Kông                                  | [ 23 ]               |
| Sir William Henry Marsh Chính vụ viên                   | không khung | 1827 Anh                                                         | 28 tháng 3 năm 1882 - 30 tháng 3 năm 1883          | 21 tháng 7 năm 1906 Anh                                        | [ 24 ]               |
| Sir George Bowen                                        | không khung | 2 tháng 11 năm 1821 Giáo xứ Taughboyne, Hạt Donegal, Ireland     | 30 tháng 3 năm 1883 - 21 tháng 12 năm 1885         | 21 tháng 2 năm 1899 Brighton, Anh                              | [ 25 ]               |
| Sir William Henry Marsh Chính vụ viên Chính quyền       | không khung | 1827 Anh                                                         | 21 tháng 12 năm 1885 - 25 tháng 4 năm 1887         | 21 tháng 7 năm 1906 Anh                                        | [ 26 ]               |
| William Gordon Cameron Chính vụ viên Chính quyền        | không khung | 16 tháng 10 năm 1827 Vương quốc Pháp                             | 25 tháng 4 - 6 tháng 10 năm 1887                   | 2 tháng 3 năm 1913 Christchurch, Hampshire, Liên Hiệp Anh      | [ 27 ]               |
| Sir William Des Vœux                                    | không khung | 22 tháng 9 năm 1834 Baden-Baden, Liên minh Các quốc gia Đức      | 6 tháng 10 năm 1887 - 10 tháng 12 năm 1891         | 15 tháng 12 năm 1909 Brighton, Anh                             | [ 28 ] [ 29 ]        |
| Sir George Digby Barker Chính vụ viên Chính quyền       | không khung | 9 tháng 10 năm 1833 Clare, Suffolk, Anh                          | 7 tháng 5 - 10 tháng 12 năm 1891                   | 15 tháng 4 năm 1914 Risbridge, Suffolk, Liên hiệp Anh          | .                    |
| Sir William Robinson                                    | không khung | 9 tháng 2 năm 1836 Wetherden, Suffolk, Anh                       | 10 tháng 12 năm 1891 - 25 tháng 12 năm 1898        | 1 tháng 12 năm 1912 Vùng Carlisle, Luân Đôn, Anh               | [ 31 ] [ 32 ]        |
| Sir Wilsone Black Chính vụ viên Chính quyền             | không khung | 10 tháng 2 năm 1837 Glasgow, Scotland                            | 1 tháng 2 - 25 tháng 11 năm 1898                   | 5 tháng 7 năm 1909                                             | [ 32 ]               |
| Sir Henry Arthur Blake                                  | không khung | 8 tháng 1 năm 1840 Limerick, Ireland                             | 25 tháng 11 năm 1908 - 21 tháng 11 năm 1903        | 13 tháng 2 năm 1918 Myrtle Grove, Youghal, Ireland             | [ 33 ] [ 34 ]        |
| Sir Francis Henry May Chính vụ viên chính quyền         | không khung | 14 tháng 3 năm 1860 Dublin, Ireland                              | 21 tháng 10 năm 1903 - 29 tháng 7 năm 1904         | 6 tháng 2 năm 1922 Suffolk, Anh                                | [ 34 ]               |
| Sir Matthew Nathan                                      | không khung | 3 tháng 1 năm 1862 Paddington, Luân Đôn, Anh                     | 29 tháng 7 năm 1904 - 20 tháng 4 năm 1907          | 18 tháng 4 năm 1939 Tây Coker, Somerset, Anh                   | [ 35 ] [ 36 ]        |
| Sir Francis Henry May Chính vụ viên chính quyền         | không khung | 14 tháng 3 năm 1860 Dublin, Ireland                              | 20 tháng 4 - 29 tháng 7 năm 1907                   | 6 tháng 2 năm 1922 Suffolk, Anh                                | [ 36 ]               |
| Sir Frederick Lugard                                    | không khung | 22 tháng 1 năm 1858 Pháo đài St. George, Madras, Ấn Độ thuộc Anh | 29 tháng 7 năm 1907 - 16 tháng 3 năm 1912          | 11 tháng 4 năm 1945 Abinger, Surrey, Anh                       | [ 38 ]               |
| Claud Severn Chính vụ viên chính quyền                  | không khung | 9 tháng 9 năm 1869 Adelaide, Nam Úc                              | 16 tháng 3 - 4 tháng 7 năm 1912                    | 8 tháng 4 năm 1933 Tòa Mục sư Cổ, Ewelme, Anh                  | [ 38 ]               |
| Sir Francis Henry May                                   | không khung | 14 tháng 3 năm 1860 Dublin, Ireland                              | 4 tháng 7 năm 1912 - 12 tháng 9 năm 1918           | 6 tháng 2 năm 1922 Suffolk, Anh                                | [ 39 ] [ 40 ] [ 41 ] |
| Claud Severn Chính vụ viên chính quyền                  | không khung | 9 tháng 9 năm 1869 Adelaide, Nam Úc                              | 12 tháng 9 năm 1918 - 30 tháng 9 năm 1919          | 8 tháng 4 năm 1933 Tòa Mục sư Cổ, Ewelme, Anh                  | [ 41 ]               |
| Sir Reginald Edward Stubbs                              | không khung | 13 tháng 10 năm 1876 Oxford, Anh                                 | 30 tháng 10 năm 1919 - 31 tháng 10 năm 1925        | 7 tháng 12 năm 1947 Bearsted, Anh                              | [ 42 ] [ 43 ] [ 44 ] |
| Sir Cecil Clementi                                      | không khung | 1 tháng 9 năm 1875 Cawnpore, Ấn Độ thuộc Anh                     | 1 tháng 11 năm 1925 - 1 tháng 2 năm 1930           | 5 tháng 4 năm 1947 Thượng Wycombe, Liên Hiệp Anh               | [ 45 ] [ 46 ]        |
| Thomas Southorn Chính vụ viên chính quyền               | không khung | 4 tháng 8 năm 1879 Durham, Anh                                   | 1 tháng 2 năm 1930 - 9 tháng 5 năm 1930            | 15 tháng 3 năm 1957 Laleham, Middle Sex, Luân Đôn, Anh         | [ 46 ]               |
| Sir William Peel                                        | không khung | 27 tháng 2 năm 1875 Hexham, Anh, Liên hiệp Anh                   | 9 tháng 5 năm 1930 - 17 tháng 5 năm 1935           | 24 tháng 2 năm 1945 Luân Đôn, Anh, Liên Hiệp Anh               | [ 47 ] [ 48 ]        |
| Thomas Southorn Chính vụ viên chính quyền               | không khung | 4 tháng 8 năm 1879 Durham, Anh                                   | 17 tháng 5 - 13 tháng 9 năm 1935                   | 15 tháng 3 năm 1957 Laleham, Middle Sex, Luân Đôn, Anh         | [ 48 ] [ 49 ]        |
| Norman Lockhart Smith Chính vụ viên chính quyền         | không khung | 29 tháng 5 năm 1887 Ryton, Hạt Durham, Anh                       | 13 tháng 9 - 1 tháng 11 năm 1935                   | 27 tháng 1 năm 1968 Selham, Tây Sussex, Anh                    | [ 49 ] [ 50 ]        |
| Thomas Southorn Chính vụ viên chính quyền               | không khung | 4 tháng 8 năm 1879 Durham, Anh                                   | 1 tháng 11 - 12 tháng 12 năm 1935                  | 15 tháng 3 năm 1957 Laleham, Middle Sex, Luân Đôn, Anh         | [ 50 ]               |
| Sir Andrew Caldecott                                    | không khung | 26 tháng 10 năm 1884 Boxley, Kent, Liên hiệp Anh                 | 12 tháng 12 năm 1935 - 16 tháng 4 năm 1937         | 14 tháng 7 năm 1951 Pierpoint, Itchenor, Sussex, Liên hiệp Anh | [ 51 ] [ 52 ]        |
| Norman Lockhart Smith Chính vụ viên chính quyền         | không khung | 29 tháng 5 năm 1887 Ryton, Hạt Durham, Anh                       | 16 tháng 4 - 26 tháng 10 1937                      | 27 tháng 1 năm 1968 Selham, Tây Sussex, Anh                    | [ 52 ]               |
| Sir Geoffry Northcote                                   |             | 9 tháng 2 năm 1891 Luân Đôn, Anh                                 | 28 tháng 10 năm 1937 - 6 tháng 9 năm 1941          | 10 tháng 7 năm 1948 Sanderstead, Surrey, Anh                   | [ 53 ]               |
| Norman Lockhart Smith Chính vụ viên chính quyền         | không khung | 29 tháng 5 năm 1887 Ryton, Hạt Durham, Anh                       | 6 - 10 tháng 9 năm 1941                            | 27 tháng 1 năm 1968 Selham, Tây Sussex, Anh                    | [ 54 ]               |
| Sir Mark Aitchison Young                                | không khung | 30 tháng 6 năm 1886 Ấn Độ thuộc Anh                              | 10 tháng 9 - 25 tháng 12 năm 1941                  | 12 tháng 5 năm 1974 Winchester, Anh                            | [ 55 ]               |

### Nhật chiếm đóng (1941–1945)
| Tên                               | Chân dung   | Sinh                                                                             | Thời gian tại vị                            | Mất                                                    | Cấp bậc quân đội |
| --------------------------------- | ----------- | -------------------------------------------------------------------------------- | ------------------------------------------- | ------------------------------------------------------ | ---------------- |
| Takashi Sakai Đốc viên thuộc địa  | không khung | 18 tháng 10 năm 1887 Quận Kamo, Tỉnh Hiroshima, Nhật Bản                         | 25 tháng 12 năm 1941 - 20 tháng 10 năm 1942 | 30 tháng 9 năm 1946 Nam Kinh, Giang Tô, Trung Quốc     | Trung tướng      |
| Niimi Masaichi Đốc viên thuộc địa | không khung | 4 tháng 2 năm 1887 Phường Asakita, Thành phố Hiroshima, tỉnh Hiroshima, Nhật Bản | 25 tháng 12 năm 1941 - 20 tháng 10 năm 1942 | 2 tháng 4 năm 1942                                     | Phó đô đốc       |
| Isogai Rensuke                    | không khung | 3 tháng 9 năm 1886 Tỉnh Hyogo, Nhật Bản                                          | 20 tháng 10 năm 1942 - 24 tháng 12 năm 1944 | 6 tháng 6 năm 1967 Nhật Bản                            | Trung tướng      |
| Tanaka Hisakazu                   | không khung | 16 tháng 3 năm 1889 Tỉnh Hyogo, Nhật Bản                                         | 1 tháng 2 - 16 tháng 8 năm 1945             | 27 tháng 3 năm 1947 Quảng Châu, Quảng Đông, Trung Quốc | Trung tướng      |

### Trở lại làm thuộc địa Anh (1945–1997)
| Tên                                             | Chân dung   | Sinh                                                    | Thời gian tại vị                           | Mất                                                                            |
| ----------------------------------------------- | ----------- | ------------------------------------------------------- | ------------------------------------------ | ------------------------------------------------------------------------------ |
| Sir Franklin Charles Gimson Thống đốc tạm quyền | không khung | 10 tháng 9 năm 1890 Barrow-on-Soar, Leicestershire, Anh | 28 - 30 tháng 8 năm 1946                   | 13 tháng 2 năm 1975 Pickering, Bắc Yorkshire, Anh                              |
| Sir Cecil Harcourt Tùy viên quân sự             | không khung | 11 tháng 4 năm 1892 Bromley, Kent, Anh                  | 1 tháng 9 năm 1945 - 1 tháng 5 năm 1946    | 19 tháng 12 năm 1959 Chelsea, Luân Đôn, Anh                                    |
| Sir Mark Aitchison Young                        | không khung | 30 tháng 6 năm 1886 Ấn Độ thuộc Anh                     | 1 tháng 5 năm 1946 - 17 tháng 5 năm 1947   | 12 tháng 5 năm 1974 Winchester, Anh                                            |
| David Mercer MacDougall Chính vụ viên           | không khung | 8 tháng 12 năm 1892 Perth, Scotland, Vương quốc Anh     | 17 tháng 5 - 25 tháng 7 năm 1947           | 13 tháng 5 năm 1991 Perthshire, Scotland, Anh                                  |
| Sir Alexander Grantham                          | không khung | 15 tháng 3 năm 1899 Surbiton, Surrey, Anh               | 25 tháng 7 năm 1947 - 31 tháng 12 năm 1957 | 4 tháng 10 năm 1978 Luân Đôn, Vương quốc Anh                                   |
| Edgeworth Beresford David Chính vụ viên         | không khung | 12 tháng 6 năm 1908 Dulwich, Luân Đôn, Anh              | 31 tháng 12 năm 1957 - 23 tháng 1 năm 1958 | 15 tháng 5 năm 1965 Kuala Lumpur, Malaysia                                     |
| Sir Robert Brown Black                          | không khung | 3 tháng 6 năm 1906 Edinburgh, Scotland                  | 23 tháng 1 năm 1958 - 31 tháng 12 năm 1964 | 29 tháng 10 năm 1999 Bệnh viện Dunedin, Reading, Berkshire, Anh, Liên Hiệp Anh |
| Edmund Brinsley Teesdale Chính vụ viên          | không khung | 30 tháng 9 năm 1915 Thượng Hải, Trung Quốc              | 31 tháng 3 năm 1964 - 14 tháng 4 năm 1964  | 5 tháng 3 năm 1997 Oxfold, Anh                                                 |
| Sir David C.C. Trench                           | không khung | 2 tháng 6 năm 1915 Quetta, Ấn Độ thuộc Anh              | 14 tháng 4 năm 1964 - 19 tháng 10 năm 1971 | 4 tháng 12 năm 1988 Shillingstone, Anh                                         |
| Sir Hugh Norman-Walker Chính vụ viên            | không khung | 17 tháng 12 năm 1916 Luân Đôn, Anh                      | 19 tháng 10 - 19 tháng 11 năm 1971         | 28 tháng 8 năm 1995 Farley, Wiltshire, Anh                                     |
| Sir Murray MacLehose                            | không khung | 16 tháng 10 năm 1917 Glasgow, Scotland                  | 19 tháng 11 năm 1971 - 8 tháng 5 năm 1982  | 27 tháng 5 năm 2000 Ayrshire, Scotland                                         |
| Sir Philip Haddon-Cave Thống đốc Tạm quyền      | không khung | 6 tháng 7 năm 1925 Hobart, Tasmania, Australia          | 8 - 20 tháng 5 năm 1982                    | 27 tháng 9 năm 1999 Oxfold, Anh                                                |
| Sir Edward Youde                                | không khung | 19 tháng 6 năm 1924 Penarth, Wales                      | 20 tháng 5 năm 1982 - 4 tháng 12 năm 1986  | 4 tháng 12 năm 1986 Đại Sứ quán Anh, Bắc Kinh, Trung Quốc                      |
| Sir David Akers-Jones Thống đốc Tạm quyền       | không khung | 14 tháng 4 năm 1927 Worthing, Sussex, Anh               | 4 tháng 12 năm 1986 - 9 tháng 4 năm 1987   | 30 tháng 9 năm 2019 Công viên Vua, Hồng Kông                                   |
| Sir David Wilson                                | không khung | 14 tháng 2 năm 1935 Alloa, Clackmannanshire, Scotland   | 9 tháng 4 năm 1987 - 3 tháng 7 năm 1992    | --                                                                             |
| Sir David Ford Thống đốc Tạm quyền              | không khung | 22 tháng 2 năm 1935 Liên hiệp Anh và Bắc Ireland        | 3 - 9 tháng 7 năm 1992                     | 10 tháng 9 năm 2017 Luân Đôn, Anh                                              |
| Chris Patten                                    | không khung | 12 tháng 5 năm 1944 Cleveleys, Lancashire, Anh          | 9 tháng 7 năm 1992 - 30 tháng 6 năm 1997   | --                                                                             |

## Các Thống đốc còn sống

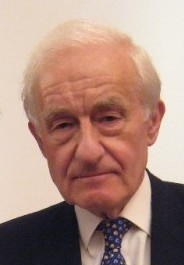
David Wilson (1987-1992) 14 tháng 2, 1935 (90 tuổi)
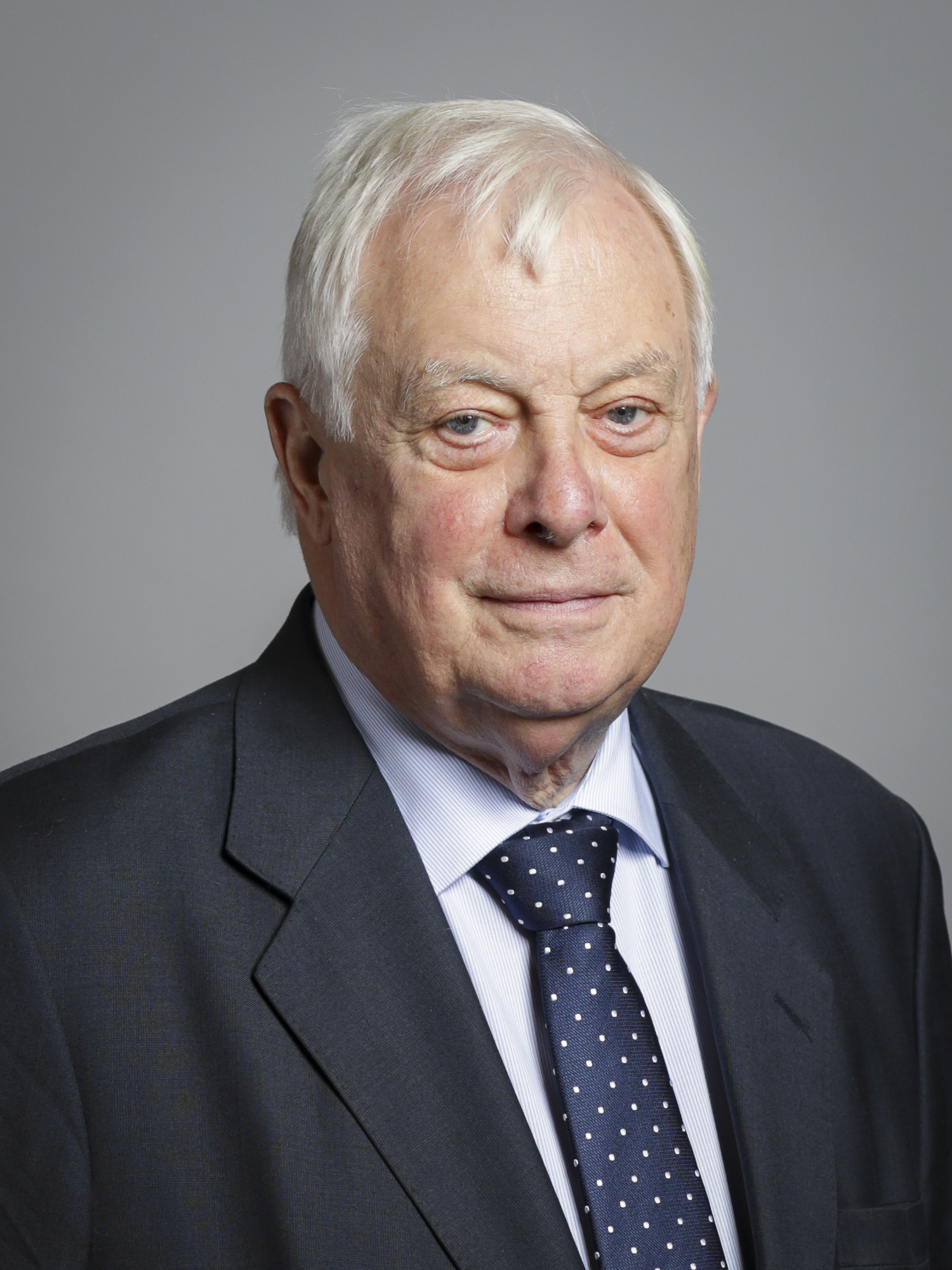
Chris Patten (1992-1997) 12 tháng 5, 1944 (80 tuổi)